# Evilenko
Evilenko è un film del 2004 scritto e diretto da David Grieco ed interpretato da Malcolm McDowell e Marton Csokas.
Il film è tratto dal romanzo Il comunista che mangiava i bambini dello stesso Grieco, ispirato a sua volta dalla vita di Andrej Romanovič Čikatilo, noto come Il Mostro di Rostov, Lo squartatore rosso o Cittadino X, un serial killer che, tra la fine degli anni settanta e l'inizio degli anni novanta, terrorizzò l'Unione Sovietica, violentando e uccidendo oltre cinquanta persone, di cui molti bambini, di ambo i sessi.

## Trama
1984. L'insegnante Andreij Evilenko di una scuola elementare di Kiev, apparentemente deviato, tenta di stuprare una bambina e viene scoperto ma, nonostante la gravità del reato, viene solamente licenziato. Evilenko si rivela essere un serial killer, che uccide e cannibalizza bambini sfruttando strane capacità ipnotiche. Le indagini vengono assegnate alla squadra di polizia comandata dal commissario Lesiev, che però, nonostante le prove, non riesce a venire a capo della situazione. Un militare di ronda in un sobborgo urbano sorprende Evilenko mentre uccide, venendo però stordito, in modo che all'interrogatorio della polizia non riconosce il killer. Evilenko viene comunque messo in stato di fermo perché, impotente, non può fornire un campione di sperma come da prassi, ma grazie alla sua posizione (è entrato a far parte del KGB) viene rilasciato.
Molti anni dopo Evilenko ha ormai compiuto oltre trenta delitti e non è minimamente sospettato. Alle indagini di polizia si unisce lo psicoanalista Aron Richter che riesce, dopo brevi e attente indagini, a trovare il colpevole. Senza avvertire la polizia riesce a fermarlo proprio in flagranza di reato in un bosco; cerca inutilmente di dissuaderlo, venendo ucciso. Tornato a casa Evilenko tenta il suicidio, e la moglie lo salva dalla morte. In un parco giochi Evilenko uccide nuovamente. Mentre si allontana viene fermato da un soldato di pattuglia di una vicina base militare che tuttavia riesce a ipnotizzare, facendogli dimenticare tutto.
Tre giorni dopo Lesiev raggiunge la base militare, ed il soldato di pattuglia fornisce (ancora stordito) le generalità di Evilenko, che adesso può essere messo in stato di fermo. Lesiev decide di intrattenere un colloquio personale con Evilenko, contro il parere dei suoi superiori, che lo osteggiano apertamente. Dopo esser stato picchiato dai poliziotti, Evilenko viene interrogato personalmente dal commissario Lesiev, che riesce ad ipnotizzare: Evilenko, nell'euforia, si lascia andare a scottanti rivelazioni sul suo modus operandi e lo stesso Lesiev, in realtà fintosi ipnotizzato, riesce a condannarlo. Qualche giorno dopo avviene la confessione: Evilenko aggiunge oltre 20 vittime in più di quelle accertate dalla polizia. Due anni dopo avviene la condanna alla pena di morte.

## Inesattezze
- Nella realtà, Cikatilo aveva due figli.
- Nel film Evilenko è un agente dei servizi segreti, mentre nella realtà Cikatilo non ebbe mai alcun legame con organi istituzionali.
- Nella realtà il commissario era il moscovita Fetisov, mentre nel film è chiamato Lesiev e risiede in Crimea.
- Evilenko nel film viene visto da un militare dopo un delitto, mentre nella realtà Cikatilo venne fermato da un poliziotto in un bosco vicino ad una stazione ferroviaria e rilasciato dopo un banale controllo (nonostante avesse con sé pesanti prove della sua colpevolezza) dopo aver lasciato l'area del suo ultimo delitto.
- A differenza del film, il primo fermo della polizia per Cikatilo fu dovuto ad alcuni piccoli furti che aveva commesso in precedenza, ove per l'occasione fu esaminato il suo passato e collegato con i delitti; inoltre fu in grado di presentare alla polizia un campione di sperma.
- Nella realtà lo psichiatra che aiutò la polizia nelle indagini non individuò immediatamente Cikatilo e non fu ucciso.
- Nel film la confessione di Evilenko viene estorta con l'inganno, mentre nella realtà Cikatilo confessò dietro suggerimento, che avrebbe potuto appellarsi all'infermità mentale ed evitare la pena di morte.
- Come sopra citato, nel finale viene annotato che due istituti di ricerca proposero al governo russo importanti somme di denaro per averlo vivo e poterlo studiare; di questa richiesta, tuttavia, non c'è traccia.
- Sempre nel finale, viene annotato che l'esecuzione di Evilenko è avvenuta non si sa dove e non si sa come. Questo è incorretto: Evilenko (o, meglio, Čikatilo) è stato giustiziato in una camera insonorizzata nella prigione di Novocherkassk, tramite colpo di pistola alla testa il 14 febbraio 1994.

## Riconoscimenti
- Méliès d'argento 2004-05